# ستون تراژان
ستون تراژان (به ایتالیایی: Colonna Traiana) نام ستونی رومی واقع در شهر رم در ایتالیا است که کار ساختش در سال ۱۱۳ میلادی به پایان رسید و از سوی سنای روم و مردم به افتخار پیروزی‌های تراژان، امپراتور روم در دو نبردش علیه داسیایی‌ها در سال‌های ۱۰۲ و ۱۰۵ میلادی به او تقدیم شد. این ستون دارای نقشینه‌ای مارپیچ است که تا بالای ستون ادامه داشته و بخش‌هایی از این نبرد به‌صورت نقش‌برجسته‌هایی بر روی آن کنده‌کاری شده‌است.

## مشخصات
ستون تراژان احتمالاً توسط آپولودوروس دمشقی طراحی شده است و مکان آن در شمال فروم تراژان در نظر گرفته شد. این ستون از ۱۷ بلوک استوانه از جنس مرمر لونایی تشکیل شده که هر یک از این بلوک‌ها ۱.۵ متر ارتفاع و ۳.۶ متر قطر دارند. ارتفاع این ستون پیروزی با احتساب پایهٔ مکعبی‌شکلش به ۳۸ متر می‌رسد. درون این ستون خالی است و پلکانی مارپیچ با ۱۸۵ پله در آن قرار دارد که تا بالای ستون ادامه دارد. بر روی سطح خارجی ستون اما کتیبه‌ای مارپیچ به ارتفاع ۱ متر در هر پیچش و طول ۲۰۰ متر وجود دارد که پس از ۲۳ دور چرخیدن به بالای ستون می‌رسد. این کتیبه که پیروزی‌های امپراتور تراژان را به تصویر کشیده است از ۱۵۵ صحنه و حدود ۲۵۰۰ پیکر تشکیل شده و فعالیت‌های نظامی رومیان از ساخت دژ و پل تا جنگ و تسلیم دشمن و اخراج زنان و کودکان را به نمایش می‌گذارد. همچنین بر روی دیوارهٔ بیرونی پایهٔ این ستون نیز نقش‌برجسته‌هایی از سلاح و زره‌پوش‌های داسیه‌ای‌ها کنده‌کاری شده و کتیبه‌ای که بیانگر تقدیم این ستون پیروزی به امپراتور است بر بالای در ورودی آن دیده می‌شود.
بر بالای ستون تراژان زمانی نیز تندیسی برنزی از خود تراژان وجود داشت که احتمالاً پس از مرگ او نصب شده بود اما در سال ۱۵۸۷ و به دستور پاپ سیکستوس پنجم، تندیسی از سنت پیتر که یکی از قدیسان نگهبان رم بود به جای آن قرار گرفت. این ستون در عین حال نقش بنای یادبود امپراتور پس از مرگ او را نیز داشت. در جنوب پایهٔ ستون تراژان دری وجود داشت که براه ورود به درون ستون بود. پس از ورود در سمت چپ، اتاقی وجود داشت که نیمی از بخش شمالی پایه را دربر گرفته بود و درون آن توسط پنجره‌ای کوچک در دیوارهٔ غربی روشن می‌شد. بنا بر نوشته‌های دیون کاسیوس و اوتروپیوس، خاکستر تراژان پس از مرگش در این اتاق قرار داده شده بود. خاکستر امپراتور در خاکستردانی از جنس طلا قرار داشت که این خاکستردان در قرون وسطی دزدیده شد.

## نگارخانه

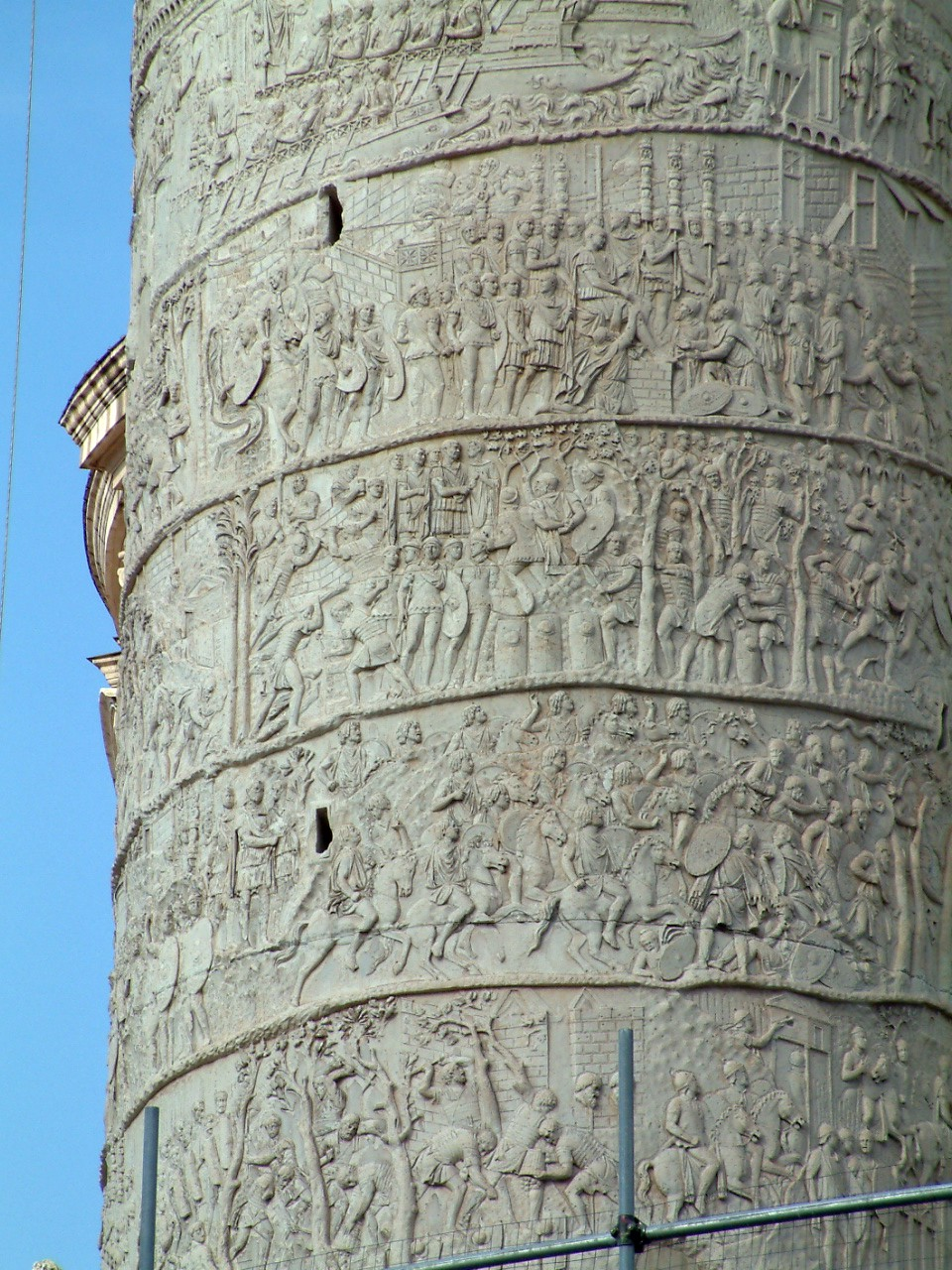
نمایی از بخشی از نقش‌برجسته‌های ستون
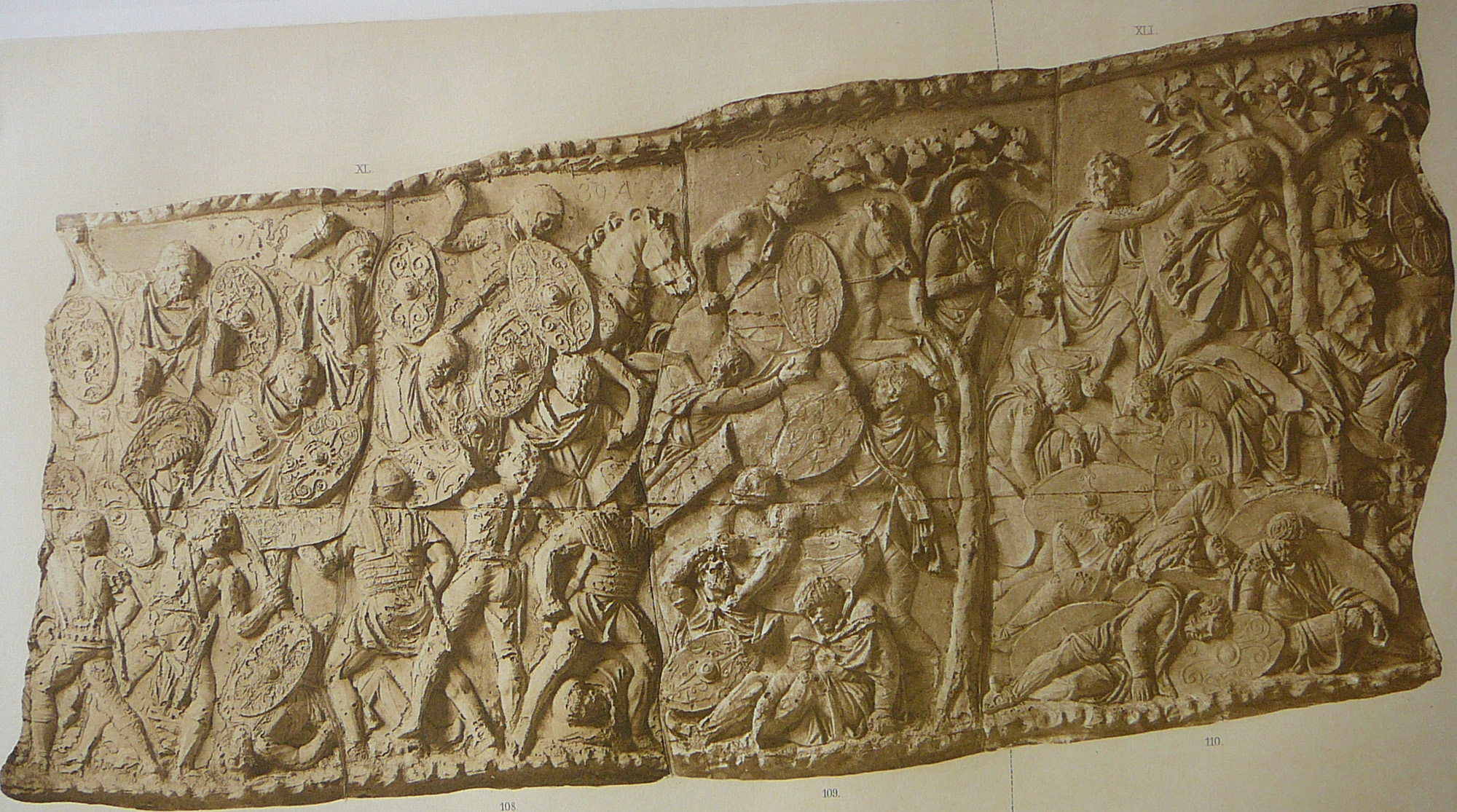
صحنهٔ مربوط به جنگ‌های داسیایی
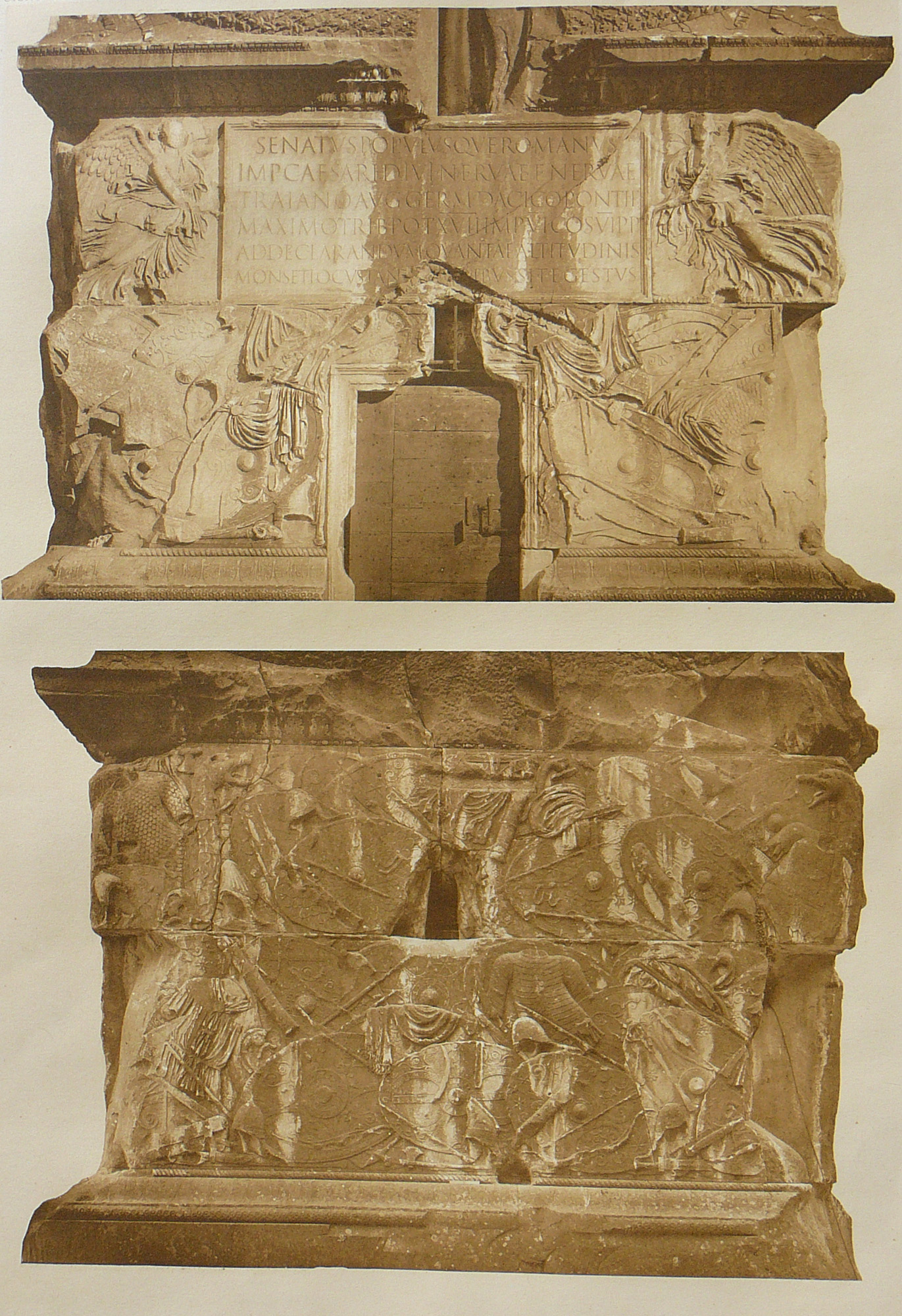
پایهٔ ستون
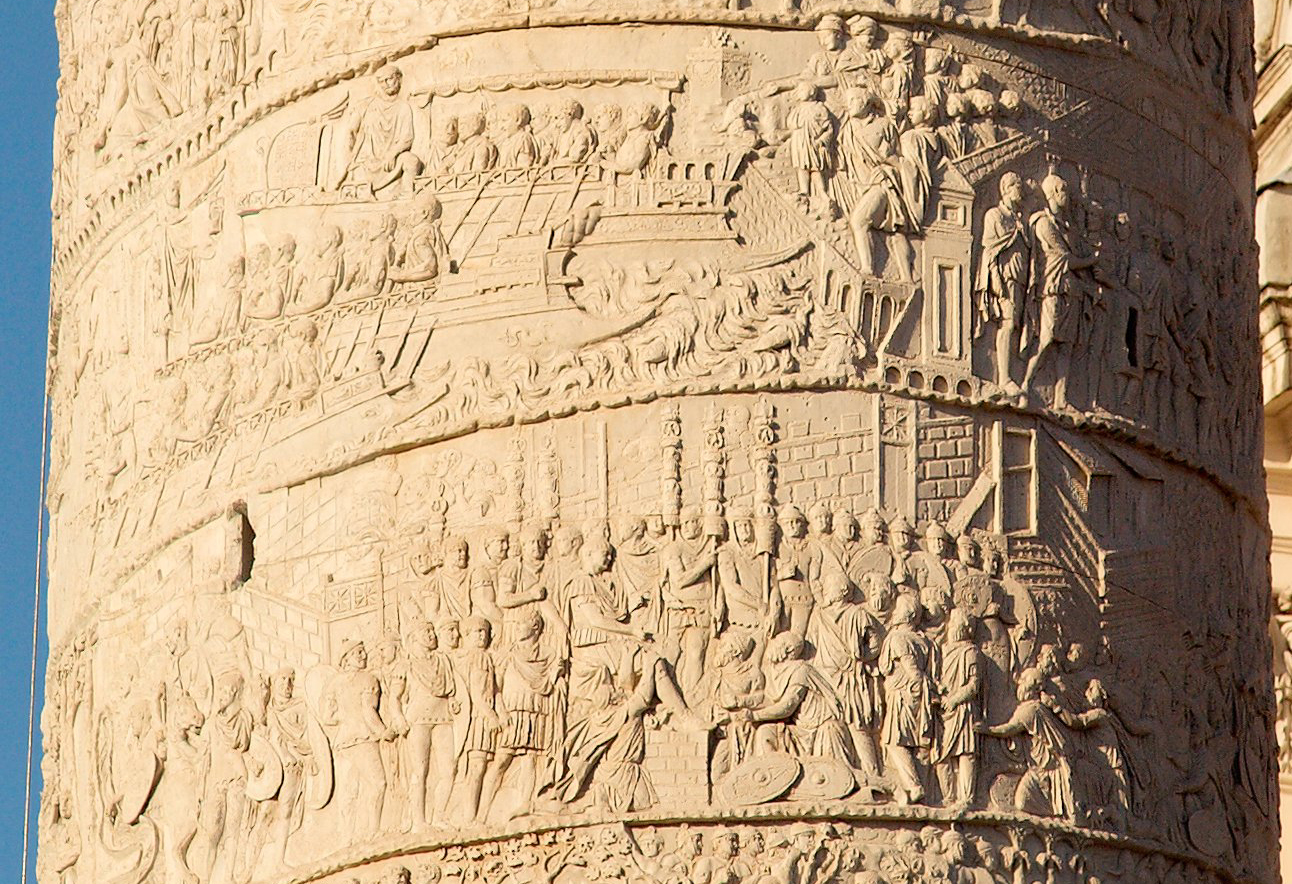
نقش‌برجسته‌ای دیگر
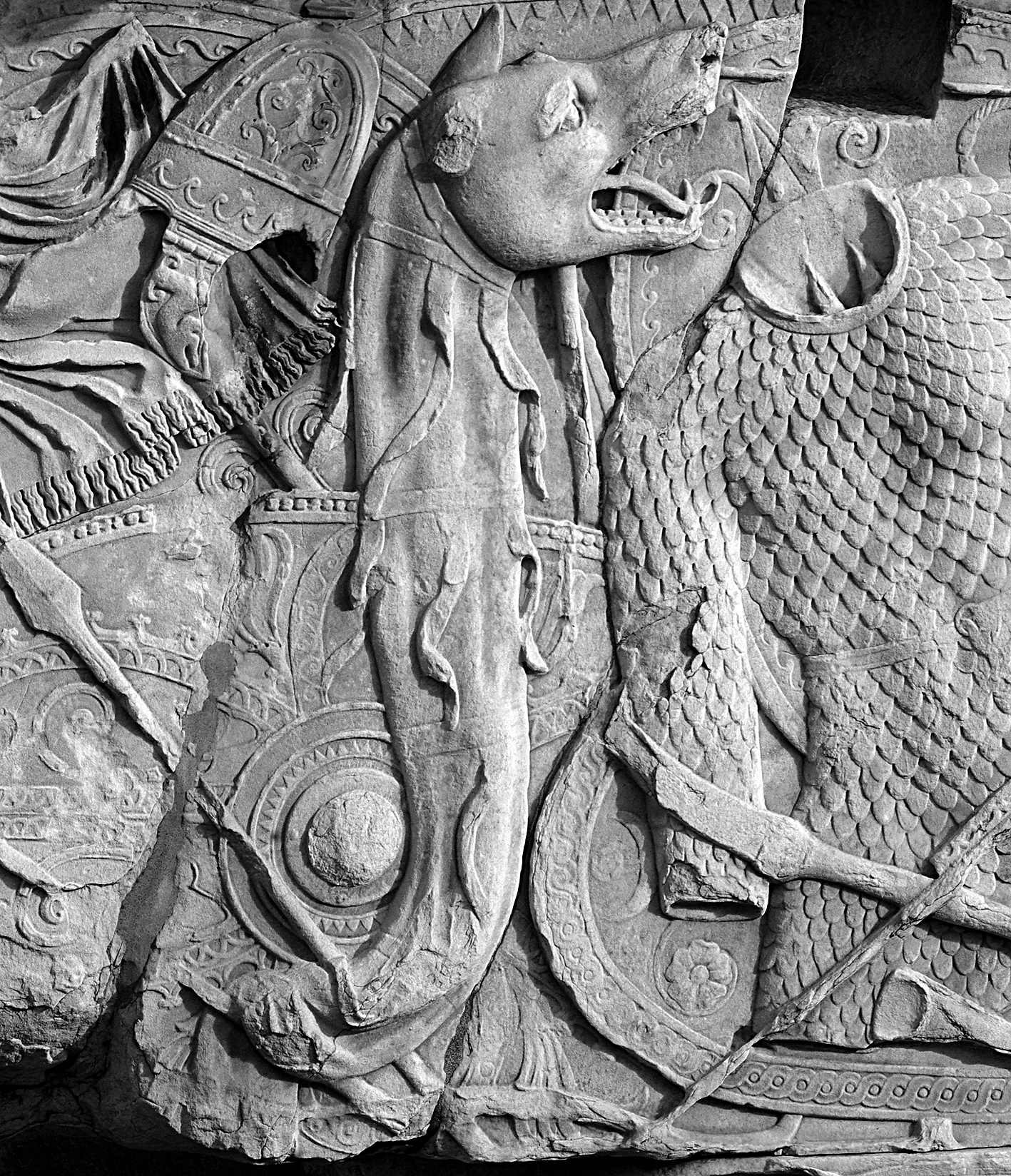
اژدهای داسی